# オレオレジン
オレオレジン(Oleoresin)は、樹脂と精油または脂肪からなる半固体状の抽出物であり、これらを製造する際の溶媒を蒸発させることで得られる。天然から得られるオレオレジンは、バルサムとしても知られる。

## 性質
水蒸気蒸留で得られる精油と比べて、オレオレジンは、樹脂、蝋、脂肪等の、より重く揮発性が低い親油性化合物が豊富に含まれる。Gummo-オレオレジンは、粗バルサムから得られ、水溶性多糖（ガム）を含む。オレオレジンの処理は大規模に行われ、特に中国では、1990年代には年間40万トンも処理された。しかし、作業は労働集約的であり、アメリカ合衆国のような人件費の高い国では行われていない。
バジル、トウガラシ（パプリカ）、カルダモン、セロリ、シナモン、チョウジ、フェヌグリーク、ショウガ、オランダセンニチ、ラブダヌム、メース、マジョラム、パセリ、黒コショウ、白コショウ、オールスパイス、ローズマリー、セージ、セイボリー、タイム、ウコン、バニラ、ベイツリー等のスパイスから得られる。溶媒は、非水性の極性（アルコール）または非極性（炭化水素、二酸化炭素）溶媒が用いられる。

## 利用
多くは、香料や香水に用いられるが、ハシシオイルのように医療に用いられるものもある。トウガラシスプレーは、催涙剤として用いられる。石鹸や食品着色料として用いられることもある。